# Monument de Josif Pančić
Le Monument à Josif Pančić (en serbe : Споменик Јосифу Панчићу et Spomenik Josifu Pančiću), est un monument situé dans la municipalité de Stari grad à Belgrade en Serbie. Érigé en 1897, il est inscrit sur la liste des biens culturels de la ville de Belgrade.

## Présentation
Le monument est dédié à Josif Pančić (1814-1888), qui fut botaniste et le premier président de l'Académie serbe des sciences et des arts. La statue a été inaugurée en 1897 dans le Studentski park (le « parc des étudiants »), sur le Studentski trg (la « place des étudiants »). Elle a été réalisée par le sculpteur Đorđe Jovanović, l'un des premiers sculpteurs formés, entre autres, en Serbie. Le modèle du monument a été exposé à Paris au Salon d'automne de 1891
La statue en bronze représente Pančić debout, un pied légèrement en avant. À ses pieds se trouvent des livres et une représentation du pin célèbre qu'il a découvert et qui lui doit son nom : Pančićeva omorika. Le piédestal rectangulaire est en pierre gris clair.
Le Monument à Josif Pančić tient une place importante dans le développement de la sculpture serbe. Pour la première fois, une sculpture a été réalisée par un artiste local et elle constitue le premier exemple d'académisme dans les monuments publics de Belgrade.